# Aglaia laxiflora
Aglaia laxiflora är en tvåhjärtbladig växtart som beskrevs av Friedrich Anton Wilhelm Miquel. Aglaia laxiflora ingår i släktet Aglaia och familjen Meliaceae. Inga underarter finns listade i Catalogue of Life.